# Niederländische Fußballnationalmannschaft (U-15-Junioren)
Die niederländische Fußballnationalmannschaft der U-15-Junioren ist eine niederländische Fußballjuniorennationalmannschaft. Sie repräsentiert den KNVB als Auswahlmannschaft in der U-15-Altersklasse. Spielberechtigt sind Spieler, die ihr 15. Lebensjahr noch nicht vollendet haben und die niederländische Staatsbürgerschaft besitzen, bei Einladungsturnieren kann hiervon gegebenenfalls abgewichen werden.
Die U-15-Nationalmannschaft ist die Verbandsauswahlmannschaft mit dem niedrigsten Altersniveau. Da in dieser Altersklasse keine offiziellen Turniere seitens UEFA oder FIFA organisiert werden, steht die Sichtung von Nachwuchstalenten im Vordergrund.
Noch als U-14-Auswahlmannschaft antretend bestritt die Auswahlmannschaft ihr erstes Länderspiel am 7. November 1984 gegen Belgien. 2001 wurde die Altersgrenze auf die U 15 verschoben.
Seit 2021 wird die Mannschaft von Maurice Hagebeuk betreut. Zu den Vorgängern zählen Bert van Lingen, Jan van Loon, Jan Trienekens, Ruud Dokter, Arno Pijpers, Andries Jonker, Ruud Kaiser, Wim van Zwam, Edwin Petersen, Peter van Dort, Peter van der Veen, Martijn Reuser und Pieter Schrassert Bert.

## Trainerhistorie
(Auswahl)
- 1984–1986: Bert van Lingen
- 1998–2000: Arno Pijpers
- 2002: Andries Jonker
- 2002–2010: Wim van Zwam
- 2010–2013: Edwin Petersen
- 2013–2016: Peter van Dort
- 2016–2017: Peter van der Veen
- 2018–2019: Martijn Reuser
- 2019–2021: Pieter Schrassert Bert
- 2021–0000: Maurice Hagebeuk